# Hasdrubal Gisgo
Hasdrubal, syn Gisgona († 202 př. n. l.), byl významný kartaginský politik a voják, bojující za druhé punské války proti Římanům v Ibérii a severní Africe. Třebaže byl blízkým spojencem Barkovců, nepatřil zřejmě ke členům jejich frakce, nýbrž stál v čele vlastního politického uskupení.

## Život

### Ibérie
O Hasdrubalově původu a jeho životě před vypuknutím druhé punské války se prameny nezmiňují. Někteří moderní badatelé se domnívají, že se podílel na potlačení povstání numidského krále Syfaka, k němuž došlo v roce 213 př. n. l. v severní Africe. Na přelomu let 213 a 212 př. n. l. ho Kartáginci vyslali do Ibérie, kde sloužil jako podřízený Hasdrubala Barky, mladšího bratra Hannibala. Přestože formálně podléhal svému jmenovci, poměrně často vykonával samostatné velení a počínal si značně nezávisle. Livius ho dokonce označuje za největšího a nejslavnějšího vojevůdce vedle Barkovců.
V roce 212 př. n. l. čelil s Hasdrubalem Barkou a jeho druhým bratrem Magonem ofenzívě Římanů, vedených Gnaeem a Publiem Scipionovými. Povzbuzeni předchozími úspěchy pokračovali Scipionové ve svém tažení v jihovýchodní Ibérii i v roce 211 př. n. l., kdy rozdělili své válečné sbory na dvě části: Publius Scipio vytáhl s větší částí armády proti spojeným silám Hasdrubala Gisgona a Magona Barky. Gnaeus Scipio se s menší částí římského vojska, doplněnou o keltiberské žoldnéře, postavil proti Hasdrubalu Barkovi. Na horním toku řeky Baetis (Guadalquivir) Hasdrubal Gisgo a Mago porazili a zabili Publia Scipiona, v čemž jim výrazně pomohli Hispánové v čele s náčelníkem Indibilisem a numidští jezdci prince Masinissy. Pak se připojili k Hasdrubalu Barkovi a společně přivodili záhubu také Gnaeu Scipionovi, jehož předtím opustili jeho keltiberští spojenci.
Zkázu Římanů mohli Kartáginci dokonat jejich úplným vypuzením z Iberského poloostrova. Vzájemná řevnivost punských vojevůdců umožnila ale Římanům, aby zkonsolidovali svoje pozice na severovýchodě Ibérie a udrželi se do příchodu posil. Livius v této souvislosti uvádí, že Hasdrubal Gisgo překročil řeku Hiberus (Ebro) a „chystal se udusit poslední ohniska války“. Odrazil ho však římský jezdec Lucius Marcius, jenž se chopil velení nad zbytky vojsk bratrů Scipionových.
Polybios se zmiňuje, že Hasdrubal Gisgo zneužíval své postavení a snažil se vymoci finanční prostředky od punského spojence Indibilise. Když to Indibilis odmítl, donutil ho, aby Kartágincům odevzdal své dcery jako rukojmí.
Kartaginští velitelé se odebrali do různých části poloostrova, přičemž Hasdrubal Gisgo se zdržoval v Lusitánii při ústí řeky Tagus (Tajo). Rozptýlení punských vojsk využil nový římský velitel Publius Cornelius Scipio, stejnojmenný syn padlého vojevůdce, k dobytí Nového Kartága v roce 209 př. n. l.  O rok později porazil Hasdrubala Barku v bitvě u Baeculy. Krátce poté se všichni kartaginští vojevůdci sešli na válečné poradě, na níž se dohodli, že Hasdrubal Barkas vytáhne do Itálie. Mago přenechal své vojsko Hasdrubalu Gisgonovi, který převzal velení v Ibérii a vydal se k městu Gades (Cádiz). V roce 207 př. n. l. se prostřednictvím Magona neúspěšně pokusil získat u Keltiberů čerstvé posily, načež stáhl své muže za hradby obcí v jižní Ibérii, a vyhnul se tím střetnutí s blížícím se Scipionem.
V roce 206 př. n. l. se Hasdrubal Gisgo cítil dostatečně silný a přitáhl k městu Ilipa (poblíž Sevilly), kde vyčkával příchodu svého protivníka. Podle Polybia čítalo jeho vojsko 70 000 pěšáků, 4000 jezdců a 32 slonů. Naproti tomu Livius udává zhruba 50 000 pěšáků. S touto ohromnou silou se Hasdrubal Gisgo utkal s Římany v bitvě u Ilipy. Římané byli sice početně slabší, nicméně Scipio uplatnil riskantní taktický manévr, díky němuž dosáhl v boji převahy. Přemožení Kartáginci vyhledali záchranu v úprku do svého tábora. Během následné noci od nich odpadli jejich hispánští spojenci, takže Hasdrubalovi nezbylo než se vydat na ústup. Soustavné výpady nepřátel mu ale nedovolily odpoutat se od nich a po dalším střetu se jeho vojsko téměř rozpadlo. Se zbývajícími 6000 muži unikl na jakýsi strmý kopec nedaleko řeky Baetis. Vědom si bezvýchodnosti svého postavení dal nakonec přivolat lodě a sám odplul do Gad. Zde se dlouho nezdržel a pokračoval dále do severní Afriky. Vítězný římský vojevůdce se ve zbytku roku 206 př. n. l. zmocnil jižní Ibérie a ukončil punskou vládu v této zemi.

### Afrika
Po odchodu z Ibérie se Hasdrubal přepravil do afrického města Siga (poblíž Aïn Témouchent), v němž pobýval král Syfax. Ten se v mezidobí stal nejmocnějším numidským vládcem, a Punové měli tudíž zájem navázat s ním spojenectví. Zanedlouho sem se stejným úmyslem připlul také Scipio. Hasdrubal se ukázal jako zdatnější diplomat a přesvědčil krále, aby se přidal na stranu Kartága. Mimo jiné mu příslibil ruku své krásné dcery Sofonisby.
Na počátku léta 204 př. n. l. zahájil Scipio vyloděním poblíž města Utica římskou invazi do Afriky. I přes své předchozí válečné nezdary náležela tehdy Hasdrubalovi pozice nejvlivnějšího politika v Kartágu. V reakci na příchod Římanů začal proto shromažďovat a organizovat vojsko. V závěru podzimu přitáhl s 33 000 vojáky ke Scipionovi, přičemž ho doprovázel Syfax s armádou o síle 60 000 mužů. Kartáginci a Numiďané se utábořili v nevelké vzdálenosti od Římanů, avšak navzdory své znatelné početní převaze se k ničemu neodhodlali. Scipio využil jejich nerozhodnosti k předstíranému zájmu o uzavření míru. V průběhu vyjednávání se jeho zvědům podařilo zjistit podrobné informace o nepřátelských táborech. Scipio poté jednání nečekaně ukončil a za nastalé noci uskutečnil překvapivý útok proti kartaginskému a numidskému ležení. Římané je obě zapálili a zcela zaskočeným Hasdrubalovým a Syfakovým vojákům znemožnili útěk obsazením bran. Zmatek a rychle se šířící plameny přivodily Kartágincům a jejich spojencům naprostou zkázu. Podle Livia jich desítky tisíc uhořely nebo byly pobity a několik tisíc padlo do zajetí. Ohnivému peklu uniklo jen 2500 mužů včetně obou velitelů.
Utrpěný debakl neodradil Hasdrubala od opětovného zformování armády, v čemž mu pomohl příchod 4000 keltiberských žoldnéřů. Znovu se spojil se Syfakem a společně vytáhli do pole se zhruba 30 000 muži. S nimi se utábořili ve vnitrozemní oblasti zvané Velké planiny, nacházející se na středním toku řeky Bagradas (Medžerda). Jakmile se o tom doslechl Scipio, vyrazil s částí svých mužů od Utiky a po pěti dnech pochodu se přiblížil ke Kartágincům. Vojska se následně střetla v bitvě na Velkých planinách, v níž Římané dosáhli jednoznačného vítězství.

### Smrt
Polybios ani Livius o Hasdrubalovi nic dalšího neuvádějí. Podle Appiána vyvázl z boje jen s 500 jezdci. Kartáginci ho po prohrané bitvě zbavili velení a v nepřítomnosti odsoudili k smrti. Nějakou dobu se zdržoval ve vyhnanství. Později se sice vrátil do Kartága, obavy o život ho ale přiměly skrývat se. Rozzuřený dav přesto Hasdrubala vypátral a zahnal ho do otcovy hrobky, kde spáchal sebevraždu.

### Prameny
- APPIÁNOS. Zrod římského impéria: římské dějiny. Praha: Svoboda, 1986
- LIVIUS. Dějiny IV, V. Praha: Svoboda, 1973, 1975
- POLYBIOS. Dějiny II, III. Praha: Arista, Baset, Maitrea, TeMi CZ, 2008, 2011. ISBN 978-80-86410-60-9 ISBN 978-80-86410-62-3